# Manabendra Nath Roy
Pour les articles homonymes, voir Roy.
Manabendra Nath Roy (21 mars 1887 – 25 janvier 1954), dit M. N. Roy, était un homme politique et philosophe indien. Partisan de la philosophie de l'humanisme radical, il fut également, dans l'entre-deux-guerres, un cadre important du mouvement communiste international, jusqu'à sa rupture avec le marxisme en 1936.

## Biographie

### Jeunesse
Le père de Manabendra Nath Roy, Dinabandhu Bhattacharjee, était un professeur de sanskrit dans une petite école anglaise rurale du Bengale occidental. Roy s'appelle en réalité Narendranath Bhattacharya. Il fréquente l'École anglo-sanskrite d'Harinavi jusqu'en 1905, puis fait des études d'ingénieur et de chimie au Bengal Technical Institute.
Roy rejoint le mouvement révolutionnaire clandestin pour l'indépendance nationale de l'Inde à l'âge de 18 ans. Il s'associe au révolutionnaire légendaire indien, Jatin Mukherjee, alias Bâghâ Jatîn. En 1915, il tente une insurrection armée contre les Britanniques, qui est écrasée. En avril 1915, pendant la Première Guerre mondiale, Roy (sous le pseudonyme Charles A. Martin) part pour Batavia, puis pour Shanghaï, à la recherche d'armes allemandes pour les révolutionnaires indiens. Mais la livraison attendue est un échec. Pendant les deux années suivantes, Roy parcourt l'Indonésie, le Japon, la Corée, le Mexique, les Philippines, et les États-Unis à la recherche d'un soutien armé pour la révolution indienne. À Palo Alto, Roy change son nom de Charles A. Martin en Manabendra Nath Roy pour échapper aux services britanniques.

### Révolutionnaire international
Comme Karl Marx, il est en même temps philosophe et militant.
Roy joue un rôle important dans les mouvements révolutionnaires au Mexique, au Moyen-Orient, en Union soviétique, en Indonésie et en Chine. Il joue un rôle décisif dans la formation du Parti communiste mexicain et du Parti communiste d'Inde en exil à Tachkent (17 octobre 1920).
Au Mexique, Roy se lie d'amitié avec des militants politiques et des intellectuels américains et mexicains, dont le président mexicain, Venustiano Carranza. Il devient plus tard le Secrétaire général du Parti socialiste du Mexique. En mars 1919, il devient proche de Michael Borodin, émissaire du Comintern au Mexique et fonde le Parti communiste du Mexique.
En mai 1920, il se rend à Moscou à l'invitation de Lénine pour assister au IIe Congrès du Comintern. Il y présente sa Thèse Supplémentaire aux Thèses sur la Question nationale et coloniale de Lénine. Elles suscitent une polémique mais sont finalement acceptées par le Congrès avec les Thèses de Lénine.
Roy est nommé aux plus hautes instances de l'Internationale communiste et dirige la délégation du Comintern en Chine en 1927. Au même moment il publie India in Transition (1922), The Future of Indian Politics (1926) et Revolution and Counter-revolution in China (1930) ; il fonde l'organe du Parti communiste d'Inde en exil, The Vanguard (puis The Masses) et le dirige pendant sept ans (1922-28).

### Rupture avec le communisme
Roy rompt avec l'Internationale communiste en 1929, après s'être publiquement opposé à la politique sectaire adoptée au sixième Congrès, et participe à l’Opposition communiste internationale. Il retourne en Inde en 1930. Il est arrêté en juillet 1931 à Bombay, et condamné à six ans d'emprisonnement. Au cours de sa détention, il rédige un monumental manuscrit de 3000 pages provisoirement intitulé The Philosophical Consequence of Modern Science. À sa libération en 1936 il mène campagne contre toute sorte d'autoritarisme, soutient la guerre anti-fasciste, rédige un projet de Constitution pour l'Inde indépendante et les grandes lignes d'un plan populaire décentralisé pour le développement économique.
Il rejoint le Parti du Congrès de Gandhi.
En 1947, Roy analyse de manière critique l'histoire de l'URSS depuis 1917, dans son volume The Russian Revolution. En 1948, il publie une révision du marxisme dans deux livres Beyond Marxism et New Humanism. 

### Humanisme radical
Déçu par la démocratie bourgeoise et le communisme, il voua les dernières années de sa vie à la formulation d'une philosophie alternative qu'il appelle Humanisme radical. Il en écrit une exposition détaillée dans Reason, Romanticism and Revolution.
En 1948, il abolit le Parti démocratique radical et fonde l'Association humaniste radicale. Il fonde l'Institut de la Renaissance indienne et anime et journal trimestriel The Humanist Way, initialement nommé The Marxian Way.
Il épouse Ellen Gottschalk en mars 1937 à Bombay, après sa séparation avec sa première femme Evelyn en 1925. Roy meurt d'une crise cardiaque dix minutes avant minuit le 25 janvier 1954 à Dehradun. Il n'avait pas d'enfants. Il laisse ses mémoires inachevées.

### Filmographie
- 2006 : Le Brahmane du Komintern, documentaire de Vladimir Léon